# Henrik Harlaut
Henrik Harlaut (* 14. August 1991 in Stockholm) ist ein schwedischer Freestyle-Skifahrer. Er startet in den Disziplinen Slopestyle und Big Air.

## Werdegang
Harlaut nimmt seit 2008 an Wettbewerben der AFP World Tour teil. Dabei siegte er in der Saison 2008/09 im Slopestyle bei den Aspen/Snowmass Open und bei den European Freeski Open in Laax. Bei der Winter Dew Tour in Breckenridge errang er den dritten Platz. Die Saison beendete er auf dem zweiten Platz in der AFP World Tour Slopestylewertung. Zu Beginn der Saison 2009/10 belegte er bei den New Zealand Freeski Open in Cardrona den dritten Rang. Es folgte ein Sieg bei der Big-Air-Veranstaltung freestyle.berlin. In der Saison 2010/11 gewann er im Big Air beim freestyle.ch in Zürich und kam auf den dritten Platz beim Relentless Freeze Festival in London und auf den zweiten Rang beim AFP World Tour Finale in Whistler. Er belegte in der AFP World Tour Big Air Wertung den zweiten Platz.
Zu Beginn der Saison 2012/13 debütierte Harlaut im Freestyle-Skiing-Weltcup in Ushuaia und errang dabei den zweiten Platz im Slopestyle. Im weiteren Saisonverlauf siegte er im Big Air beim Relentless Freeze Festival in London und belegte im Slopestyle und im Big Air bei der Winter Dew Tour in Breckenridge und im Big Air beim AFP World Tour Finale in Whistler jeweils den dritten Platz und beim Jon Olsson Invitational in Åre den zweiten Rang. Im Januar 2013 gewann er bei den Winter-X-Games 2013 in Aspen Silber im Slopestyle und Gold im Big Air. Im Big-Air-Finallauf war er der erste Skifahrer der einen Nose Butter Triple Cork 1620 gestanden hat. Bei den Freestyle-Skiing-Weltmeisterschaften 2013 in Oslo kam er auf den 53. Rang im Slopestyle. Die Saison beendete er auf dem dritten Rang in der AFP World Tour Gesamtwertung und auf dem ersten Platz in der AFP World Tour Big Air Wertung. Zu Beginn der Saison 2013/14 errang er im Slopestyle bei den New Zealand Freeski Open in Cardrona den dritten Platz. Bei den Winter-X-Games 2014 in Aspen holte er die Goldmedaille im Big Air.
Im folgenden Jahr wurde Harlaut bei den Winter-X-Games 2015 in Aspen Achter im Slopestyle. Bei den Winter-X-Games 2016 in Aspen belegte er den zehnten Platz im Slopestyle und den vierten Rang im Big Air. Im Februar 2016 holte er bei den X-Games Oslo 2016 in Oslo die Goldmedaille im Big Air Wettbewerb und belegte beim Weltcup in Bokwang den zweiten Platz im Slopestyle. Zu Beginn der Saison 2016/17 holte er im Weltcup jeweils im Big Air im chilenischen El Colorado und in Mönchengladbach seine ersten Weltcupsiege. Zudem siegte er bei der Winter Dew Tour in Breckenridge im Slopestyle und errang beim Weltcup in Québec den zweiten Platz im Big Air. Bei den Winter-X-Games 2017 in Aspen holte er die Silbermedaille im Big Air und belegte im Slopestyle den 18. Platz. Im März 2017 gewann er bei den X-Games Norway in Hafjell die Goldmedaille im Big Air und belegte bei den Freestyle-Skiing-Weltmeisterschaften in Sierra Nevada den vierten Platz im Slopestyle. Die Saison beendete er auf dem zweiten Platz im Gesamtweltcup und auf dem ersten Rang im Big Air Weltcup.
In der Saison 2017/18 siegte Harlaut im Slopestyle bei der Winter Dew Tour in Breckenridge und holte bei den Winter-X-Games 2018 in Aspen im Slopestyle und Big Air jeweils die Goldmedaille. Bei den Olympischen Winterspielen 2018 in Pyeongchang errang er den 17. Platz im Slopestyle. Im April 2018 gewann er bei den X-Games Norway in Fornebu gewann sie die Silbermedaille im Big Air. Eine weitere Big-Air-Silbermedaille kam bei der Weltmeisterschaft 2019 in Park City hinzu.

## Auftreten
Besonders bekannt ist der spezielle Style von Harlaut. Er trägt sehr große Hosen und Jacken und hatte für mehrere Jahre Dreadlocks. Bei den Olympischen Winterspielen 2014 in Sotschi rutschte ihm im Slopestyle-Finale die Hose in die Kniekehlen. Infolgedessen konnte er lediglich den sechsten Rang erreichen. Nach seinem Lauf rief er „Wu-Tang is for the children“ in die Kamera, wie es in ähnlicher Weise Ol’ Dirty Bastard bei den Grammy Awards 1998 getan hatte.

## Erfolge

### Olympische Spiele
- Sotschi 2014: 6. Slopestyle
- Pyeongchang 2018: 17. Slopestyle

### Weltmeisterschaften
- Park City 2019: 2. Big Air

### X-Games
- Tignes 2010: 5. Slopestyle
- Aspen 2011: 5. Slopestyle, 7. Big Air
- Tignes 2011: 9. Slopestyle
- Aspen 2012: 6. Big Air, 12. Slopestyle
- Aspen 2013: 1. Big Air, 2. Slopestyle
- Tignes 2013: 15. Slopestyle
- Aspen 2014: 1. Big Air, 4. Slopestyle
- Aspen 2015: 8. Slopestyle (Sturz)
- Aspen 2016: 4. Big Air, 10. Slopestyle
- Oslo 2016: 1. Big Air
- Aspen 2017: 2. Big Air, 18. Slopestyle
- Hafjell 2017: 1. Big Air
- Aspen 2018: 1. Big Air, 1. Slopestyle
- Fornebu 2018: 2. Big Air
- Fornebu 2019: 2. Big Air
- Aspen 2020: 1. Big Air
- Aspen 2021: 1. Knuckle Huck